# Ychoux
Ychoux é uma comuna francesa na região administrativa da Nova Aquitânia, no departamento Landes. Estende-se por uma área de 113,29 km². Em 2010 a comuna tinha 2 338 habitantes (densidade: 20,6 hab./km²).